# Peaches (nummer van Jack Black)
Peaches is een nummer van de Amerikaanse acteur en muzikant Jack Black, dat op 7 april 2023 als single is uitgebracht. Het nummer is geschreven voor The Super Mario Bros.-Film waarin het personage van Jack Black, Bowser, de pianoballade uitvoert om in het geheim zijn liefde voor Prinses Peach te bekennen. Het nummer kwam op de Amerikaanse Billboard Hot 100 binnen op nummer 83, waarmee het Blacks eerste solo-single was die in de hitparade kwam.

## Concept
De muzikale achtergrond van Bowser was niet aanwezig in de eerste versie van de film. Aaron Horvath, een van de co-regisseurs, vertelde GameSpot dat hij een muzikale Bowser wilde, maar hij had een meer metal nummer in de trant van Tenacious D gepland. Uiteindelijk besloot Horvath het nummer door middel van een ballade te vertellen. De originele demo werd opgenomen met Eric Osmond op zang. Twee dagen later voltooide Black de laatste opname van het nummer met een originele pianotrack van zijn pianist.

## Muziekvideo's
Het nummer kreeg twee officiële muziekvideo's. De eerste was een live-action videoclip geregisseerd door Cole Bennett . De video toont Black die een kostuum geïnspireerd op Bowser draagt en het nummer op de piano speelt terwijl hij zich in een kamer met ramen bevindt die uitzicht biedt op computergeanimeerde landschappen uit de film. De video is geüpload door Lyrical Lemonade op dezelfde dag als de release van de single. Op dezelfde dag werd een video achter de schermen gepost op het secundaire kanaal van Lyrical Lemonade. Op 10 april bereikte de muziekvideo # 2 op de trending-pagina van YouTube.
De tweede video bevat clips van Bowser die het nummer op zijn piano speelt, evenals andere clips uit de film. Het werd geüpload door Illumination op 10 april 2023.

## Ontvangst
Het nummer werd door verschillende critici beschouwd als het hoogtepunt van de film. Kristin Smith van Pluggedin.com prees de live-action muziekvideo en schreef: "Het is een onschuldige, dwaze ballade... met flitsende kleuren en veel plezier om (hopen ze) kijkers te verleiden om The Super Mario Bros. Film ." Comic Book Resources noemde het nummer het beste nummer uit de film en schreef: "Het beste deel van het nummer is Jack Black, die klinkt alsof hij de uitvoering van zijn leven geeft als de verliefde Koopa-koning". In een positieve recensie van de film noemde Christopher Cruz van Rolling Stone het nummer een "hit", in de verwachting dat het "een TikTok- hit zou worden tot grote ergernis van ouders overal".
Kristy Puchko van Mashable, die de film over het algemeen een negatieve recensie gaf, schreef : "Al mijn klachten over deze film werden tot zwijgen gebracht tijdens de intermezzo's wanneer Black al zijn rocksterkracht losliet om te zingen:" Peaches, Peaches, Peaches, Peaches, Peaches," keer op keer". Nadenkend over deze en andere Bowser-scènes in de film, becommenteerde ze: "... [de] balans tussen dom en grappig is perfect." Brian Tallerico van RogerEbert.com, een (zelf benoemde) levenslange Mario-fan die kritiek had op de film vanwege het gebrek aan creativiteit, noemde het nummer "écht ongelooflijk" en vroeg zich af "hoe in hemelsnaam een film als deze een rocktalent heeft verkregen zoals Tenacious D en hem niet een paar slimme Bowser-deuntjes laat zingen, is een van de vele raadsels van deze film.

## Grafieken
| Hitslijst (2023)                   | Top-positie |
| ---------------------------------- | ----------- |
| Australia New Music Singles (ARIA) | 19          |
| Canada (Canadian Hot 100)          | 85          |
| Global 200 (Billboard)             | 1           |
| Ierland (IRMA)                     | 41          |
| Nederland (Single Tip)             | 11          |
| New Zealand Hot Singles (RMNZ)     | 13          |
| UK Singles (OCC)                   | 28          |
| UK Indie (OCC)                     | 3           |
| US Billboard Hot 100               | 83          |